# Roland Crabbe
Roland Crabbe (Oostnieuwkerke, 28 oktober 1943 – Leuven, 12 maart 2016) was een Belgisch politicus voor de CD&V. Hij was burgemeester van de kuststad Nieuwpoort.

## Biografie
Crabbe ging tijdens zijn middelbareschooltijd naar het Klein Seminarie in Roeselare. Daarna studeerde hij burgerlijk ingenieur aan de KU Leuven en hij volgde een managementopleiding aan de Vlerickschool. Hij werkte daarna als bouwkundig ingenieur voor de Vlaamse overheid.
Na zijn studietijd stapte Crabbe in de politiek. In 1981, toen hij in Oostende woonde, stond hij voor de CVP op de lijst voor de federale verkiezingen. Crabbe verhuisde in die periode naar Nieuwpoort en daar nam hij in 1982 voor CVP deel aan de gemeenteraadsverkiezingen. De partij haalde zes zetels en Crabbe werd gemeenteraadslid in de oppositie. Op nationaal gebied was hij een tijd kabinetsadviseur bij ministers Leo Tindemans en Paula D'Hondt.
De Nieuwpoortse CVP groeide nog bij de gemeenteverkiezingen van 1988 en nadat het de volgende jaren tot een breuk was gekomen binnen de besturende socialistische partij in Nieuwpoort, kon de CVP van Crabbe halverwege de jaren 1990 een coalitie vormen met enkele afgescheurde socialisten. Roland Crabbe werd zo in 1995 burgemeester en volgde daarmee de socialist Georges Mommerency op, die bijna een kwarteeuw burgemeester was geweest.
Bij de gemeenteraadsverkiezingen van 2000, 2006 en 2012 groeide de partij, ondertussen CD&V genoemd, nog en haalde ze een absolute meerderheid, en Crabbe werd telkens weer burgemeester. Professioneel ging hij in 2008 op 65-jarige leeftijd op pensioen, maar hij bleef actief als burgemeester.
Crabbe werd ziek en overleed in 2016 als burgemeester op 72-jarige leeftijd. Hij werd als burgemeester opgevolgd door Geert Vanden Broucke.